# Henry Brooke (Rechtswissenschaftler)
Henry Brooke (* um 1698; † 24. November 1752) war ein englischer Jurist und Hochschullehrer an der University of Oxford.

## Leben
Brooke (D.C.L.) war in der Nachfolge von James Bouchier 1736 Regius Professor of Civil Law und von 1737 bis 1752 Fellow am All Souls College. Brooke wurde der Legum-Doctor verliehen (LL.D.).
1738 heiratete Brooke Esther, Tochter des Arztes William Ives aus Oxford. Brooke verstarb am 24. November 1752 und wurde in der St. Mary Kirche in Oxford beigesetzt. Nach Brookes Tod wurde William Blackstone als dessen Nachfolger vorgeschlagen. Doch da Blackstone als politisch unzuverlässig galt und den Bedingungen nicht zustimmen wollte, wurde statt seiner Herbert Jenner ernannt.